# 野中希
野中 希（のなか のぞみ、1968年10月23日 - ）は、日本の女優、声優、ナレーター。豪勢堂GLove所属。東京都出身。

## 経歴
日本大学芸術学部映画学科演技コース卒業。舞台やナレーションを中心に活動。
女優の九里みほと音楽ユニットのSalud-Salutとしても活動している。

## 出演
太字はメインキャラクター。

### 舞台
- あらかじめ失われた広場
- 俺なら職安にいるぜ
- 鍵のかかった恋愛ならば
- 旅人のオーケストラ
- 時計仕掛けの肖像
- 眠れぬ森の熱情
- 万華鏡の季節
- 屋根裏の都よ

### ゲーム
- 新宿ラビリンス（1994年、ティラス）
- スターオーシャン（1996年、マーヴェル・フローズン）
- クーロンズゲート（1997年、小黒）
- スターオーシャン:アナムネシス（2018年、マーヴェル・フローズン）
- スターオーシャン1 First Departure R（2019年、マーヴェル・フローズン）

### テレビ番組
- さくら心中（東海テレビ、第61-62回）
- だからいまこそ（BSフジ　だいえっとーくナレーション）

### ラジオ番組
- 大塚製薬　オロナイン「泣きたいときのクスリ」(日替わりゲスト)
- POWER Zzz（FM富士　準レギュラー）

### ナレーション

#### テレビCM
- 花王-ロリエF
- マクドナルド「ハッピーセット」
- 「リロ＆スティッチ」DVD発売告知
- 住友VISAカード
- ダイハツ
- 東芝
- ローソン
- イワタニハウス
- ナショナル
- アデランス
- 日本テレコム
- 東京商科学院
- ワーナーランバード
- ツムラ化粧品
- 日本赤十字

#### ラジオCM
- オレンジページ
- リンレイ「カーワックス」
- ヤマト運輸
- 富士通-携帯電話
- JT-ルーツ
- 環境省-チーム・マイナス6%
- 北陸大学
- 明治乳業-おいしい牛乳
- スバル R-2
- 総務省
- 全日空
- コカ・コーラ
- DHC
- TU-KA
- ロッテ

### 音楽
- NHK「三つのたまご」テーマソング
- 日本赤十字社CMソング「献血の歌」
- サタデイズライブ

### その他
- ストレス解消の処方箋「笑音」
- 新宿サブナード店内用CM
- ラジオ劇団『小さな奇跡』(番組枠ナレーション)TFM系